# Okręg Tournon-sur-Rhône
Okręg Tournon-sur-Rhône (fr. Arrondissement de Tournon-sur-Rhône) – okręg w południowej Francji. Populacja wynosi 124 tysiące.

## Podział administracyjny
W skład okręgu wchodzą następujące kantony:
- Annonay-Nord,
- Annonay-Sud,
- Lamastre,
- Cheylard,
- Saint-Agrève,
- Saint-Félicien,
- Saint-Martin-de-Valamas,
- Saint-Péray,
- Satillieu,
- Satillieu,
- Tournon-sur-Rhône,
- Vernoux-en-Vivarais.